# Marquee Moon
Albums de Television
Adventure
(1978)
Singles
1. Marquee Moon
Sortie : 1er avril 1977
2. Prove It (en)
Sortie : 22 juillet 1977

Marquee Moon est le premier album du groupe américain de rock Television. Il est sorti en février 1977 sur le label Elektra Records.
Après s'être fait un nom sur la scène du CBGB, un club de Manhattan, le groupe signe chez Elektra Records en 1976 et enregistre son premier album au mois de septembre dans les studios A & R Recording (en), également situés à Manhattan. Il est produit par le chanteur Tom Verlaine avec l'ingénieur du son Andy Johns.
En contraste avec les power chords favorisées par les groupes de punk rock de l'époque, les deux guitaristes de Television, Verlaine et Richard Lloyd, proposent un jeu avec des lignes mélodiques et des contre-chants influencés par le rock des années 1960 et le jazz. Les huit chansons de l'album se caractérisent par leurs accroches et leurs passages instrumentaux complexes, en particulier la chanson-titre longue de dix minutes. Les paroles de Verlaine, influencées par la poésie française et l'art bohème, évoquent des expériences transcendentales dans un cadre urbain et nocturne.
Marquee Moon est l'objet de critiques élogieuses à sa sortie, notamment au Royaume-Uni où il se classe dans le Top 30 des ventes. En revanche, il ne rencontre pas le même succès commercial aux États-Unis. Il figure dans plusieurs listes des meilleurs albums de tous les temps établies par la presse musicale au cours des décennies qui suivent sa sortie. Le son de guitare développé par Television constitue l'une des influences majeures de plusieurs courants musicaux ultérieurs, du post-punk au rock alternatif.

## Histoire

### Contexte

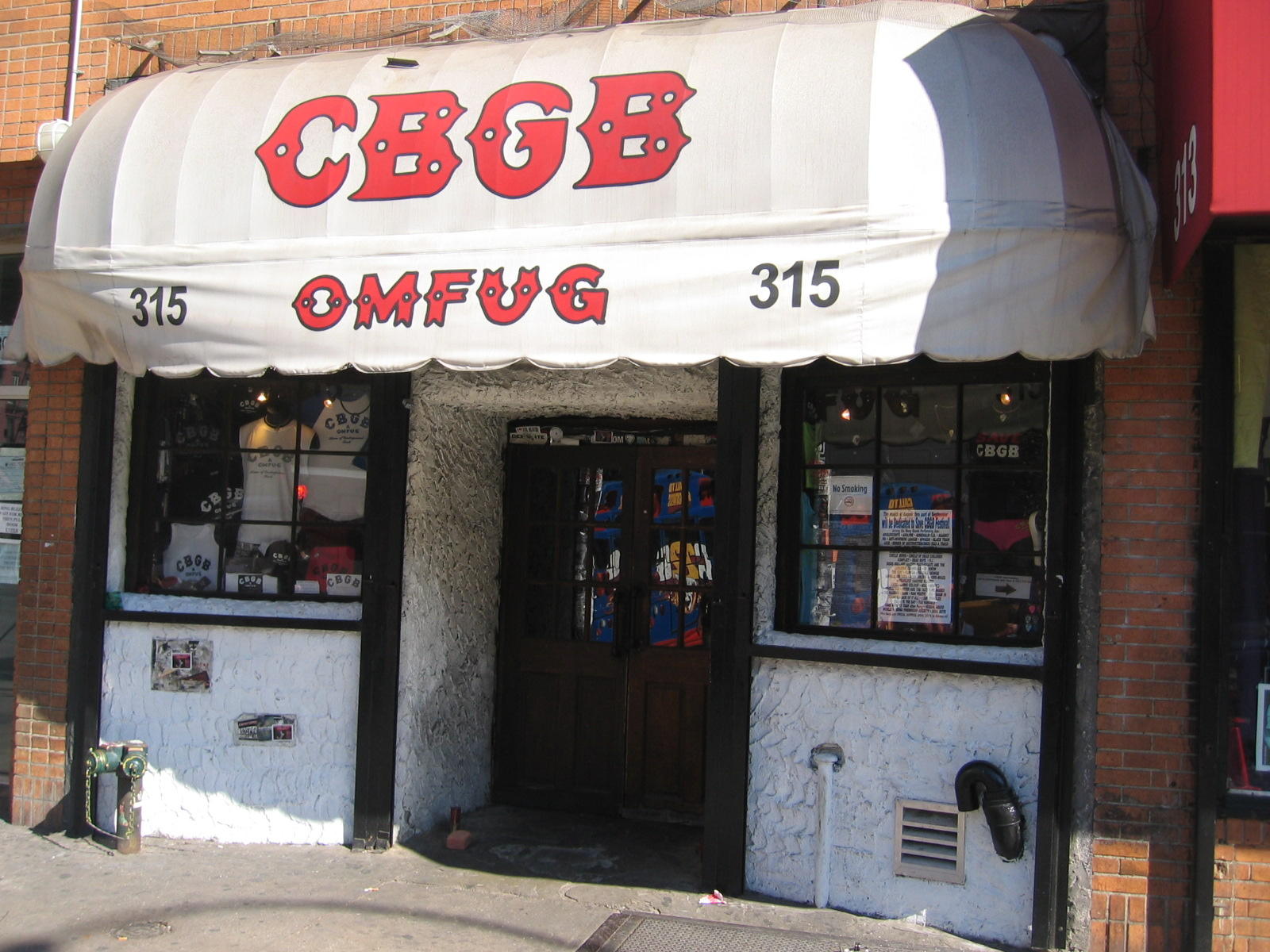
L'entrée du CBGB en 2005.

Fondé en 1973, Television s'impose comme l'un des principaux groupes de la scène musicale new-yorkaise au milieu des années 1970 en se produisant régulièrement sur la scène du CBGB, un club du quartier de Lower Manhattan,. Leur musique intéresse plusieurs maisons de disques qui commencent à leur proposer des contrats dès la fin de 1974, mais les membres du groupe rejettent ces offres qui ne leur conviennent pas. En décembre 1974, ils enregistrent des démos des chansons Prove It (en), Friction, Venus et Marquee Moon sous la houlette du producteur Brian Eno pour le compte d'Island Records, mais il n'en sort rien de concret. Le chanteur et guitariste Tom Verlaine explique que le son d'Eno, « froid et cassant, sans résonance », ne convient pas à la musique de Television, avec des guitares prépondérantes et des aspects expressionistes (en).
L'un des membres fondateurs de Television, le bassiste Richard Hell, quitte le groupe en 1975. Il est remplacé par Fred Smith (en), que les autres membres du groupe jugent plus fiable et plus doué pour garder le rythme. Le style musical de Television se nourrit des influences variées de ses membres : les goûts de Smith et du guitariste Richard Lloyd sont ancrés dans le rock 'n' roll, tandis que le batteur Billy Ficca (en) est un passionné de jazz. Les inspirations de Verlaine vont quant à elles du rock psychédélique des 13th Floor Elevators au free jazz du saxophoniste Albert Ayler.
C'est également en 1975 que Television partage la scène du CBGB avec la chanteuse et poétesse Patti Smith, qui recommande le groupe à Clive Davis, le président du label Arista Records. Davis vient les voir jouer au CBGB, mais il hésite à leur offrir un contrat jusqu'à ce qu'Allen Lanier de Blue Öyster Cult, le petit ami de Smith, le convainque de leur faire enregistrer des démos. Cette deuxième tentative en studio donne lieu à un son plus chaleureux que Verlaine trouve plus satisfaisant, mais le chanteur pose pour condition de pouvoir produire lui-même le premier album du groupe, quand bien même il n'a pas beaucoup d'expérience dans ce domaine.

### Enregistrement

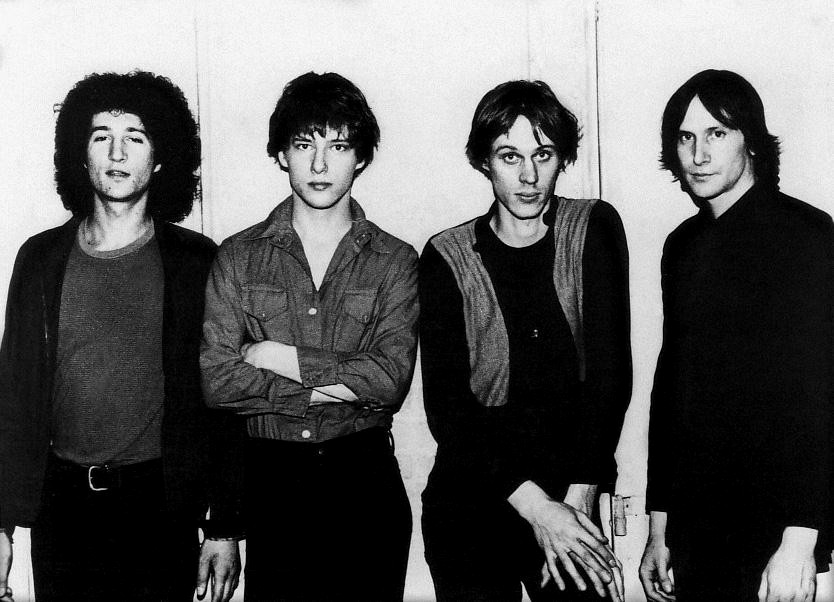
Television en 1977. De gauche à droite : Billy Ficca, Richard Lloyd, Tom Verlaine et Fred Smith.

Television signe chez Elektra Records en août 1976. Le label accepte que Verlaine se charge de produire le premier album du groupe, mais avec l'aide d'un ingénieur du son établi. Le chanteur, ne souhaitant pas être à la remorque d'un producteur célèbre, fait appel à Andy Johns, dont il a vu le nom dans les crédits de l'album Goats Head Soup des Rolling Stones,. Lloyd, qui considère que Johns est responsable de « certains des plus beaux sons de guitare de l'histoire du rock », approuve ce choix. Johns est crédité comme coproducteur de Marquee Moon aux côtés de Verlaine. Le groupe bénéficie d'une certaine liberté en termes de budget.
L'enregistrement de Marquee Moon prend place en septembre 1976 aux studios A & R Recording (en) de New York. Pour s'y préparer, les membres du groupe répètent pendant quatre à six heures par jour, six à sept jours par semaine. Durant cette période, ils écartent la plupart des chansons qu'ils ont écrites au cours des trois années précédentes. Ils n'en conservent que quelques-unes, comme Friction, Venus et la chanson-titre, et y ajoutent deux nouveaux morceaux, Guiding Light et Torn Curtain. Verlaine explique par la suite avoir rapidement établi la structure de l'album, ce qui permet au groupe de se focaliser sur un petit nombre de chansons.
La majeure partie de l'album est enregistrée par Johns dans les conditions du direct. Quelques chansons ne font l'objet que d'une seule prise, comme la chanson-titre, dont Billy Ficca croyait qu'il s'agissait d'une répétition. Johns propose au groupe de faire un autre essai, mais Verlaine refuse,. Les parties de guitare de Verlaine sont audibles dans le canal de gauche et celles de Lloyd dans le canal de droite ; les enregistrements finaux ne subissent ni effets, ni compression.

### Parution et accueil
Marquee Moon sort le 8 février 1977 aux États-Unis et le 4 mars au Royaume-Uni. Il rencontre un certain succès dans ce dernier pays, où il atteint la 28e place du classement des meilleures ventes d'albums,. Les deux singles qui en sont extraits (la chanson-titre et Prove It) se classent aussi dans le Top 30 du hit-parade britannique. Cette popularité est en partie due à la critique dithyrambique de Nick Kent dans le magazine NME, qui s'étend sur deux pages entières. Il n'hésite pas à parler d'« œuvre inspirée » et de « pur génie », avec des arrangements « sublimes », et approuve son caractère innovateur à une époque où la scène rock lui paraît trop conservatrice. Dans Sounds, Vivien Goldman n'est pas en reste et voit en Marquee Moon « un classique instantané », tandis que Peter Gammond y voit dans Hi-Fi News & Record Review (en) l'une des nouveautés les plus excitantes du moment. NME classe l'album en cinquième position dans sa rétrospective de fin d'année ; il figure en première place de celle de Sounds.
Une tournée au Royaume-Uni permettrait à Television de s'y faire connaître encore davantage, mais Elektra a déjà prévu qu'il fasse la première partie de Peter Gabriel, qui donne sa première tournée en solo aux États-Unis. Cette tournée apporte un peu de notoriété à Television dans son pays d'origine, mais sa musique très éloignée du rock progressif par lequel l'ancien chanteur de Genesis s'est fait connaître ne satisfait pas vraiment le public. Ce n'est qu'au mois de mai que Television peut se produire au Royaume-Uni dans des salles de concert remplies, un changement bienvenu pour Verlaine après quatre années passées dans des clubs. En revanche, il n'apprécie pas que Blondie ait été choisi pour assurer les premières parties, bien que les deux groupes soient issus de la scène new-yorkaise et se soient produits au CBGB. Le guitariste de Blondie Chris Stein garde de mauvais souvenirs de cette tournée commune, les membres de Television ayant fait preuve d'un fort esprit de compétition. 
Les critiques américains sont tout aussi dithyrambiques que leurs confrères britanniques. Robert Christgau, qui en fait son album de la semaine dans sa rubrique pour The Village Voice, affirme avoir été séduit par Marquee Moon en moins de quinze secondes et salue notamment les paroles et les guitares, qu'il compare à celles d'Eric Clapton et Jerry Garcia. Son confrère Tom Hull (en) se souvient avoir assisté à cette première écoute et de l'effet immédiat qu'elle a eu sur Christgau. Il considère de son côté que les guitares de l'album soutiennent la comparaison avec Axis: Bold as Love de Jimi Hendrix, Layla and Other Assorted Love Songs de Clapton et le premier album de Led Zeppelin. À la fin de l'année, Marquee Moon arrive en troisième position du Pazz & Jop, un sondage annuel effectué auprès des critiques américains, derrière Never Mind the Bollocks, Here's the Sex Pistols des Sex Pistols et My Aim Is True d'Elvis Costello. Malgré cela, Elektra abandonne rapidement toute promotion de Marquee Moon sur le sol américain. L'album, qui ne dépasse pas les 80 000 ventes, échoue à se classer dans le Billboard 200. Le groupe est frustré par son incapacité à percer aux États-Unis, ce qui contribue à sa séparation l'année suivante.

### Postérité
Marquee Moon est souvent considéré par les critiques rock comme l'un des plus grands albums issus du mouvement punk rock américain. En avril 1989, le magazine Spin le décrit comme le meilleur album de l'ère du CBGB et le place en sixième position de son classement des meilleurs albums de tous les temps. Il figure aussi dans les listes des meilleurs albums de tous les temps établies par The Guardian en 1997 (33e), Melody Maker en 2000 (25e), NME en 2003 (4e) et Rolling Stone dans les trois versions successives de sa liste des 500 plus grands albums de tous les temps (128e en 2003, 130e en 2012, 107e en 2020). Dans son livre All Time Top 1000 Albums (2000), le critique Colin Larkin inclut Marquee Moon en 53e position.
Le 23 septembre 2003, Marquee Moon est réédité par Rhino Entertainment. Cette version remasterisée de l'album comprend plusieurs titres bonus, parmi lesquels le premier single de Television, Little Johnny Jewel (Parts 1 & 2), dont c'est la première apparition au format CD.

## Caractéristiques artistiques

### Musique
Marquee Moon est décrit comme un album post-punk par Rolling Stone, art punk par The A.V. Club et new wave par Trouser Press. Robert Christgau considère qu'il s'agit plutôt d'un disque de rock que de punk en raison des compétences techniques des musiciens. Verlaine n'adopte pas le chant grogné courant dans le punk rock, mais l'album offre en revanche de longs passages instrumentaux et témoigne de l'influence de pionniers du rock comme Chuck Berry ou les Rolling Stones.
Les deux faces de l'album commencent par trois morceaux courts et accrocheurs, à mi-chemin entre le rock progressif et le post-punk d'après Stylus. La chanson-titre et Torn Curtain, qui clôturent respectivement les faces 1 et 2, sont plus longues et conçues comme des jams. Stephen Thomas Erlewine décrit l'album comme une série de chansons de garage rock qui développent un caractère plus intellectuel grâce à leurs longs passages instrumentaux.
La musique de Television est caractérisée par la manière dont les guitares de Verlaine et Lloyd s'enroulent autour de la section rythmique. Leur jeu de guitare s'inspire du rock des années 1960 et de l'avant-garde jazz, avec un recours aux lignes mélodiques et aux contre-chants qui s'oppose aux power chords favorisées par les groupes punks de l'époque. Sur chaque morceau, Verlaine pose la phrase rythmique tandis que Lloyd interprète des mélodies dissonnantes. Ayant appris la notation musicale, Lloyd est en mesure de construire ses solos avec une structure en introduction-variation-résolution. Certaines chansons voient aussi les deux guitaristes échanger des lignes rythmiques et mélodiques pour produire davantage de tension,.
La plupart des solos de Marquee Moon voient Verlaine interpréter une gamme majeure en reculant légèrement après chaque ton. Sur See No Evil, son solo couvre une octave entière avant de se transformer en riff d'inspiration blues, tandis que sur la chanson-titre, il joue dans le mode mixolydien en abaissant la septième majeure d'un demi-ton. Friction s'ouvre sur une série d'octaves jouées par Lloyd avant que Verlaine n'interprète des harmoniques et une série de gammes descendantes.

### Paroles
Les paroles écrites par Tom Verlaine pour Marquee Moon mélangent images urbaines et pastorales. Sans être un album-concept, il fait fréquemment référence à des lieux du quartier de Lower Manhattan. La bohème influence la manière dont il représente des scènes urbaines nocturnes. Les métaphores maritimes abondent également dans les paroles de plusieurs chansons. Certains morceaux, notamment Venus, évoquent l'usage des drogues psychédéliques auquel Verlaine s'est adonné pendant une brève période avant la formation de Television,. Cette chanson en particulier contribue à faire de Marquee Moon une œuvre transcendantale, dans la lignée du romantisme du XIXe siècle.
Verlaine explique ne pas connaître la plupart du temps le sens profond des paroles qu'il écrit. Inspiré par la poésie française, il cherche à évoquer la conscience ou la confusion d'une expérience plutôt que d'en faire un récit détaillé. Il compare ses morceaux à « un instant fugace de découverte, ou de libération, ou de compréhension de quelque chose à un certain endroit à un certain moment. Il a également recours aux calembours, comme lorsque le narrateur de Venus dit tomber « dans les bras de la Vénus de Milo », statue célèbre pour son absence de bras.

### Pochette
L'habillage visuel de l'album est conçu par le directeur artistique Tony Lane (en). La photographie utilisée pour sa pochette est l'œuvre de Robert Mapplethorpe, qui avait déjà pris en photo Patti Smith pour la pochette de son album de 1975 Horses. Elle montre les quatre membres de Television de face, l'air tendu et sévère. Verlaine est légèrement en avant par rapport aux trois autres et ses mains sont particulièrement visibles. Sur le tirage contact confié par Mapplethorpe, les membres du groupe choisissent leur image préférée, que Richard Lloyd emporte dans une imprimerie sur Times Square pour en faire des photocopies couleur. Les premières qui sortent ont des couleurs étranges et Lloyd demande à l'employé de continuer à faire des copies « en tournant les boutons de la machine les yeux fermés », dans un processus qu'il compare aux sérigraphies d'Andy Warhol. Les autres membres du groupe s'accordent à trouver la photographie retouchée meilleure et la choisissent pour la pochette ; Fred Smith conserve l'originale, qu'il fait encadrer pour son usage personnel.

## Fiche technique

### Chansons

#### Album original
Toutes les chansons sont écrites et composées par Tom Verlaine, sauf indication contraire.
| 1. | See No Evil  |  | 3:53 |
| 2. | Venus        |  | 3:51 |
| 3. | Friction     |  | 4:44 |
| 4. | Marquee Moon |  | 9:58 |

| 5. | Elevation     |                             | 5:07 |
| 6. | Guiding Light | Richard Lloyd, Tom Verlaine | 5:35 |
| 7. | Prove It (en) |                             | 5:02 |
| 8. | Torn Curtain  |                             | 6:56 |

#### Réédition
La réédition remasterisée de Marquee Moon parue en 2003 comprend cinq morceaux supplémentaires. Elle restaure également la version intégrale de la chanson Marquee Moon, longue de 10 minutes et 40 secondes, à la place de la version abrégée du vinyle original.
| 9.  | Little Johnny Jewel (Parts 1 & 2)  |  | 7:09  |
| 10. | See No Evil (version alternative)  |  | 4:40  |
| 11. | Friction (version alternative)     |  | 4:52  |
| 12. | Marquee Moon (version alternative) |  | 10:54 |
| 13. | Untitled (instrumental)            |  | 3:22  |

### Musiciens
- Tom Verlaine : guitare électrique, chant, claviers
- Richard Lloyd : guitare électrique, chœurs
- Fred Smith (en) : basse, chœurs
- Billy Ficca (en) : batterie

### Équipe de production
- Tom Verlaine : producteur
- Andy Johns : producteur, ingénieur du son, mixage
- Jim Boyer : assistant ingénieur du son
- Jimmy Douglass, Randy Mason : assistants au mixage
- Greg Calbi, Lee Hulko : mastering
- Tony Lane (en) : direction artistique
- Robert Mapplethorpe : photographie
- Billy Lobo : pochette arrière

### Classements et certifications
| Pays (classement)             | Meilleure position |
| ----------------------------- | ------------------ |
| Australie (ARIA)              | 92                 |
| Belgique (Wallonie Ultratop)  | 157                |
| Royaume-Uni (UK Albums Chart) | 28                 |
| Suède (Sverigetopplistan)     | 23                 |
| Suisse (Schweizer Hitparade)  | 84                 |